# Colonia Santa María
Colonia Santa María é um município da província de La Pampa, na Argentina.